# La Vérité toute moche
 (janvier 2024).
Si vous disposez d'ouvrages ou d'articles de référence ou si vous connaissez des sites web de qualité traitant du thème abordé ici, merci de compléter l'article en donnant les références utiles à sa vérifiabilité et en les liant à la section « Notes et références ».
La Vérité toute moche est le cinquième tome de la série Journal d'un dégonflé. Il a été écrit et illustré par Jeff Kinney. Le livre, sorti dans sa version originale le 9 novembre 2010, est publié en français le 2 février 2012.

## Septembre
Cela fait maintenant deux semaines que Greg et Robert ne sont plus amis, malgré les tentatives plutôt vaines de Greg de trouver un remplaçant. Il doit aussi gérer son premier cours d'éducation sexuelle, ce qui le terrifie. Et il lui faut aussi composer avec le fait que dans son quartier, on recherche un enfant pour incarner la mascotte d'un produit publicitaire. Greg se présente quand même mais n'est pas retenu. Par ailleurs, il découvre que son oncle Gary va se marier, mais il n'est pas ravi à l'idée d y aller parce qu'une fête a lieu, fête à laquelle Robert est invité et qu'en plus, s'il se rend à ce mariage, il sera le prochain à qui son arrière grand-mère prononcera une conversation à propos de la puberté. Ce phénomène inquiète Robert, qui pour sa part, est désormais inscrit à un programme de tutorat.

## Octobre
Susan annonce qu'elle va devoir reprendre des cours étudiants. Sans elle, la maison devient un vrai bouge puisque les hommes du clan ne savent pas se débrouiller. Greg doit se réveiller seul et déclenche un accident en tirant sur le levier d'incendie. Personne n'est puni, mais après une rumeur, les élèves ne se lavent plus les mains et l'école est arrêtée. Par ailleurs, comme tous les ans, Greg est supposé passer un examen annuel chez sa dentiste, mais Frank lui dit alors qu'il est trop vieux pour le centre où il va d'habitude et l'emmène voir son praticien à lui, ce qui le terrorise. Greg doit aussi supporter la venue d'une gouvernante particulièrement agaçante embauchée par Susan. Un peu plus tard, une soirée pyjama est organisée à l'école mais il y a peu de filles, voire pas du tout. Les professeurs excédés confisquent tous les portables des élèves et les parents partent alors les chercher, ne laissant que Robert et Greg.

## Novembre
Greg tombe malade et se rend compte qu'Isabella, la gouvernante embauchée par Susan, abuse de ses privilèges ce qui suffit à la licencier. Puis, alors qu'il guérit, il  est toujours en colère de devoir aller au mariage de son oncle Gary au lieu de la grande fête à laquelle Robert assistera. Sur place, il découvre qu'il sera l'assistant du garçon d'honneur. Mais après un discours avec son arrière grand-mère, il finit par apprécier son enfance. Alors qu'il revient à la période suivante, il se réconcilie avec Robert, en apprenant que la fête ne s'était pas si bien passée et que les plus petits étaient les esclaves des plus grands.